# Taysan
Taysan est une municipalité de la province de Batangas.